# خاویر اسکالزا
خاویر اسکالزا (انگلیسی: Javier Escalza; ۱۰ دسامبر ۱۹۵۲ – ۱۶ نوامبر ۲۰۰۷) بازیکن فوتبال اهل اسپانیا بود.
از باشگاه‌هایی که در آن بازی کرده‌است می‌توان به باشگاه فوتبال سابادل، باشگاه فوتبال اسپانیول، و باشگاه فوتبال اتلتیک بیلبائو اشاره کرد.
وی همچنین در تیم ملی فوتبال اسپانیا بازی کرده‌است.